# Bogushovka (Krasnodar)
Bogushovka (del ruso: Богушёвка) es un seló del distrito de Josta de la unidad municipal de la ciudad-balneario de Sochi del krai de Krasnodar, en el sur de Rusia. Está situado en la orilla izquierda del valle del río Bzugú, 5 km al nordeste de Sochi y 172 km al sureste de Krasnodar. Tenía 349 habitantes en 2010.
Pertenece al ókrug rural Razdolski.

## Historia
Se considera que la localidad fue fundada en 1896 por el armenio Bali Bedrosovich Jristakián, quien llegó por mar desde Armenia occidental, en el Imperio otomano huyendo de la persecución étnico-religiosa, estableciéndose en terrenos que pertenecían en aquel entonces al gobernador general zarista Bogushovski. En la década de 1920 se formó un koljós llamado Shaumián y más tarde Kaganóvich. En la década de 1960 las tierras aledañas al pueblo pasaron a ser explotadas por la compañía Jóstinskoye.